# Войскунский, Евгений Львович
Евге́ний Льво́вич Войску́нский (9 апреля 1922 года, Баку, ЗСФСР — 3 июля 2020 года, Москва, Россия) — советский и российский прозаик, писатель-фантаст, автор книг для юношества. Участник Великой Отечественной войны.

## Биография
Родился в Баку 9 апреля 1922 года в семье фармацевта Льва Соломоновича Войскунского (уроженца Свенцян) и Веры Соломоновны Розенгауз (родом из Минска). Окончив школу, уехал учиться в Ленинград, поступил в Академию художеств на искусствоведческий факультет и одновременно на подготовительные курсы архитектурного факультета.
В 1940 году призван в РККА. Начал службу в Кронштадте, продолжил на полуострове Ханко, в 1941 году переведён в ВМФ, Великую Отечественную войну провёл на Балтийском флоте; корреспондент газеты «Огневой щит», капитан-лейтенант. Член ВКП(б) с 1945 года. Окончил заочно Литературный институт им. А. М. Горького (1952).
В начале 1970-х годов переехал из Баку в Москву.
Ушёл из жизни 3 июля 2020 года, 5 июля похоронен на Востряковском кладбище возле могилы жены.

## Творческая биография
Писать фельетоны начал ещё в школе. Первый рассказ опубликован в газете «Боевая вахта», которая выходила на Ханко. Летом 1941 года его перевели в редакцию газеты, которая была переименована в «Красный Гангут». Там он встретился с поэтом М. А. Дудиным, ставшим его близким другом. После эвакуации с полуострова 3 декабря 1941 года служил военным корреспондентом в созданной газете кронштадтской военно-морской базы «Огневой щит». Осенью 1944 года назначен в новую газету военно-морской базы в Финляндии. Потом назначен редактором газеты бригады торпедных катеров, которая дислоцировалась в Пиллау (Балтийск). Работал военным корреспондентом в разных газетах вплоть до своей демобилизации в 1956 году.
В соавторстве с двоюродным братом (по матери) И. Б. Лукодьяновым в 1960—1970-е годы были написаны произведения в жанре научной фантастики, ставшие классикой. Один из руководителей семинара молодых фантастов при Московской организации СП СССР.
Член СП СССР (1959).
В середине 1980-х годов возвратился в «литературный мейнстрим», написал романы о войне и о своём поколении.
Лауреат литературной премии имени Константина Симонова (1984).
Номинировался на премию Русский Букер в 2007 году за роман «Румянцевский сквер».
Лауреат Международной литературной премии имени А. и Б. Стругацких 2009 года в номинации «Критика и публицистика» за эссе «Остров в океане» (журнал «Если», № 8, 2008).
Лауреат старейшей советской и российской литературной премии в области фантастики Аэлита 2011 года за вклад в фантастику.
Перевёл на русский язык многие произведения азербайджанского писателя Гусейна Аббасзаде.

## Семья
Жена (с 1944) — Лидия Владимировна Войскунская (урождённая Листенгартен, 1921—1988), соученица мужа по бакинской средней школе № 1. Сын — Александр Евгеньевич Войскунский (род. 1947), психолог.

## Награды
- орден Отечественной войны II степени (11.03.1985)
- орден Красной Звезды (25.02.1946; 30.12.1956)
- орден «Знак Почёта» (16.11.1984)
- медаль «За боевые заслуги» (29.04.1944; 15.11.1950)
- медаль «За оборону Ленинграда»;
- другие медали

## Память
- Весной 2023 года в московской школе № 1161 был открыт Музей Евгения Войскунсокго.

### В соавторстве сИ. Б. Лукодьяновым
- Экипаж «Меконга»: Книга о новейших фантастических открытиях и старинных происшествиях, о тайнах вещества и о многих приключениях на суше и на море. — М.: Детгиз, 1962. — 543 с. — (Б-ка приключений и научной фантастики).
- На перекрёстках времени: Научно-фантастические рассказы. — М.: Знание, 1964. — 127 с.
- Очень далёкий Тартесс: Фантастический роман. — [М.: Молодая гвардия, 1968]. — 269 с.
- Плеск звёздных морей: Роман. — М.: Дет. лит., 1970. — 391 с.
- Ур, сын Шама: Фантастический роман. — М.: Дет. лит., 1975. — 479 с. — (Б-ка приключений и научной фантастики).
- Незаконная планета: Научно-фантастический роман. — М.: Дет. лит., 1980. — 272 с.
- Чёрный столб: Научно-фантастическая повесть. — Баку: Гянджлик, 1981. — 178 с.